# TAS2R38
Receptor ukusa tip 2 član 38 je protein koji je kod ljudi kodiran TAS2R38 genom. TAS2R38 je receptor gorkog ukusa. Različiti genotipi ovog receptora utiču na sposobnost prepoznavanja ukusa 6-n-propiltiouracila (PROP) i feniltiokarbamida (PTC).  Though it has often been proposed that varying taste receptor genotypes could influence tasting ability, TAS2R38 TAS2R38 Gene Cardis one of the only taste receptors shown to have this function.

## Prenos signala
Kao i kod svih TAS2R proteina, TAS2R38 koristi G-protein gustducin kao svoj primarni metod prenosa signala. Jedinice α i βγ su esencijalne za prenos signala ukusa.

## Literatura
- Montmayeur JP, Matsunami H (2002). „Receptors for bitter and sweet taste”. Curr. Opin. Neurobiol. 12 (4): 366—71. PMID 12139982. doi:10.1016/S0959-4388(02)00345-8.
- Anne-Spence M; Falk CT; Neiswanger K;  . (1984). „Estimating the recombination frequency for the PTC-Kell linkage”. Hum. Genet. 67 (2): 183—6. PMID 6745938. doi:10.1007/BF00272997.
- Bufe B; Hofmann T; Krautwurst D;  . (2002). „The human TAS2R16 receptor mediates bitter taste in response to beta-glucopyranosides”. Nat. Genet. 32 (3): 397—401. PMID 12379855. doi:10.1038/ng1014.
- Strausberg RL; Feingold EA; Grouse LH;  . (2003). „Generation and initial analysis of more than 15,000 full-length human and mouse cDNA sequences”. Proc. Natl. Acad. Sci. U.S.A. 99 (26): 16899—903. PMC 139241 . PMID 12477932. doi:10.1073/pnas.242603899.
- Zhang Y; Hoon MA; Chandrashekar J;  . (2003). „Coding of sweet, bitter, and umami tastes: different receptor cells sharing similar signaling pathways”. Cell. 112 (3): 293—301. PMID 12581520. doi:10.1016/S0092-8674(03)00071-0.
- Conte C; Ebeling M; Marcuz A;  . (2003). „Identification and characterization of human taste receptor genes belonging to the TAS2R family”. Cytogenet. Genome Res. 98 (1): 45—53. PMID 12584440. doi:10.1159/000068546.
- Scherer SW; Cheung J; MacDonald JR;  . (2003). „Human Chromosome 7: DNA Sequence and Biology”. Science. 300 (5620): 767—72. PMC 2882961 . PMID 12690205. doi:10.1126/science.1083423.
- Pronin AN, Tang H, Connor J, Keung W (2005). „Identification of ligands for two human bitter T2R receptors”. Chem. Senses. 29 (7): 583—93. PMID 15337684. doi:10.1093/chemse/bjh064.
- Gerhard DS; Wagner L; Feingold EA;  . (2004). „The Status, Quality, and Expansion of the NIH Full-Length cDNA Project: The Mammalian Gene Collection (MGC)”. Genome Res. 14 (10B): 2121—7. PMC 528928 . PMID 15489334. doi:10.1101/gr.2596504.
- Fischer A, Gilad Y, Man O, Pääbo S (2005). „Evolution of bitter taste receptors in humans and apes”. Mol. Biol. Evol. 22 (3): 432—6. PMID 15496549. doi:10.1093/molbev/msi027.
- Go Y, Satta Y, Takenaka O, Takahata N (2006). „Lineage-Specific Loss of Function of Bitter Taste Receptor Genes in Humans and Nonhuman Primates”. Genetics. 170 (1): 313—26. PMC 1449719 . PMID 15744053. doi:10.1534/genetics.104.037523.

## Spoljašnje veze
- TAS2R38+protein,+human на 